# باتريك كلاندت
باتريك كلاندت (بالألمانية: Patric Klandt)‏ (29 سبتمبر 1983 بفرانكفورت في ألمانيا - ) هو لاعب كرة قدم ألماني في مركز حراسة المرمى. لعب مع إف إس في فرانكفورت وفيهين فيسبادن ونادي فرايبورغ وهانزا روستوك وEintracht Frankfurt II ‏.

## وصلات خارجية
- باتريك كلاندت على موقع قاعدة بيانات كرة القدم.إي يو (الإنجليزية)
- باتريك كلاندت على موقع بيانات كرة القدم. دي إي (الألمانية)
- باتريك كلاندت على موقع Soccerway.com (الإنجليزية)
- باتريك كلاندت على موقع عالم كرة القدم.نت (الإنجليزية)
- باتريك كلاندت على موقع AS.com (الإسبانية)